# Edsbyns IF FF
Edsbyns IF FF är fotbollssektionen inom Edsbyns IF, en idrottsförening i Edsbyn i Ovanåkers kommun i Sverige, som bildades den 6 juni 1909.
Klubben, som är mer känd för sina framgångar i bandy, har på herrsidan deltagit i seriespel sedan 1925 och på damsidan med undantag sedan 1974. Dess främsta framgångar är spel i dåvarande  Division III i fotboll för herrar i olika epoker mellan 1930- och 70-talen samt i division II 1999. Säsongen 2022 återfanns herrlaget i division IV och damlaget i division III. Klubbens ambition är dock att herrarna skall spela i division III och damerna i division II.